# Villemorien
Villemorien är en kommun i departementet Aube i regionen Grand Est (tidigare regionen Champagne-Ardenne) i nordöstra Frankrike. Kommunen ligger  i kantonen Bar-sur-Seine som ligger i arrondissementet Troyes. År 2022 hade Villemorien 203 invånare.

## Befolkningsutveckling
Antalet invånare i kommunen Villemorien
Referens: INSEE